# لويس كوك (لاعب كرة قدم)
لويس كوك (بالإنجليزية: Lewis Cook)‏ (28 ديسمبر 1983 في المملكة المتحدة - ) هو لاعب كرة قدم بريطاني في مركز جناح ‏. لعب مع بوريهام وود إف سي وسانت نيوتس تاون ونادي ليويس وويكمب وندررز وميدنهد يونايتد ‏ ونادي كينغستونيان وStaines Town F.C. ‏ ونادي كامبريدج ستي وBasingstoke Town F.C. ‏ ونادي وورثينغ وإيه أف سي ويمبلدون وWindsor & Eton F.C. (1892) ‏ ونادي ويموث وHarrow Borough F.C. ‏.

## وصلات خارجية
- لويس كوك (لاعب كرة قدم) على موقع قاعدة بيانات كرة القدم.إي يو (الإنجليزية)
- لويس كوك (لاعب كرة قدم) على موقع Soccerbase.com (لاعب) (الإنجليزية)